# Vương Vũ Tuấn
Vương Vũ Tuấn (chữ Hán: 王武俊, bính âm Wang Wujun, 735 - 9 tháng 8 năm 801), tên tự là Nguyên Anh (元英), bản danh Một Nặc Hàn (沒諾幹), thụy hiệu Lang Nha Trung Liệt vương (琅邪忠烈王), là Tiết độ sứ Thành Đức dưới thời nhà Đường trong lịch sử Trung Quốc. Ông nguyên là người dân tộc Khiết Đan, về sau đầu hàng nhà Đường, phục vụ dưới quyền hai đời tiết độ sứ Thành Đức Lý Bảo Thần và Lý Duy Nhạc. Khi Lý Duy Nhạc khởi binh chống triều đình thất bại, Vương Vũ Tuấn nổi dậy giết chết ông ta, theo về triều đình (782). Tuy nhiên không được bao lâu, do oán hận triều đình thưởng bạc, Vương Vũ Tuấn liên kết với ba trấn là Ngụy Bác, Lư Long và Tri Thanh tiếp tục nổi dậy xưng hiệu; trong đó Vương Vũ Tuấn tự xưng tước Triệu vương. Khi triều đình nhà Đường chiêu an, ông cùng ba trấn còn lại chấp nhận đầu hàng (784) nhưng vẫn cai trị Thành Đức một cách bán độc lập với triều đình trung ương, từng được ban chức vụ hết sức vinh dự là Trung thư lệnh (796). Vương Vũ Tuấn qua đời vào năm 801), kế nhiệm ông là con trưởng Vương Sĩ Chân.

## Thân thế
Vương Vũ Tuấn chào đời năm 735 dưới triều Đường Huyền Tông. Ông nguyên là người bộ lạc Nộ Giai thuộc nước Khiết Đan. Ông nội ông là Khả Nột Cán, cha là Lộ Câu, nguyên tên của ông là Một Nặc Hàn. Giữa năm Khai Nguyên thứ 20 đời Đường Huyền Tông (732), Nhiêu Nhạc phủ đô đốc Lý Thi đem 5000 hộ trong bộ lạc đến quy phục nhà Đường, và Lộ Câu là một trong số đó. Huyền Tông xuống chiếu cung cấp lương thực và công cụ sản xuất, cho họ định cư ở Kế châu.
Sử sách miêu tả Một Nặc Hàn cho đến năm 15 tuổi (749) đã rất giỏi về cưỡi ngựa và bắn cung, trở nên rất nổi tiếng trong vùng. Sử sách không nói rõ rằng từ khi và duyên cớ làm sao mà Một Nặc Hàn lại đổi sang họ Vương. Về sau, ông cùng với Trương Hiếu Trung gia nhập quân đội của tướng Trương Trung Chí là tướng dưới trướng tiết độ sứ Phạm Dương An Lộc Sơn.

## Dưới quyền họ Lý
Năm 755, An Lộc Sơn nổi dậy chống lại nhà Đường ở Phạm Dương, lập quốc hiệu là Yên. Chủ tướng của Vương Vũ Tuấn, tức Trương Trung Chí trở thành một đại tướng trong chính quyền Đại Yên. Tuy nhiên nước Yên lại nhanh chóng suy yếu với những cuộc tranh giành ngôi vua, nhà Đường nhân cơ hội phản công và giành lại ưu thế trên chiến trường. Năm 762, vua Yên là Sử Triều Nghĩa mất Lạc Dương và bỏ chạy, nước Yên sắp diệt vong. Quân Đường kéo đến Hà Bắc, vào tỉnh Hình. Lúc đó Trương Trung Chí là thứ sử Hằng châu, đóng binh ở Hà Sóc. Được tin vương sư đến, Vương Vũ Tuấn thuyết phục Trương Trung Chí đầu hàng. Trung Chí nghe theo, đem năm châu dưới quyền kiểm soát của mình là Hằng, Định, Thâm, Triệu, Dịch theo về nhà Đường, được ban chức Tiết độ sứ Thành Đức, đổi tên là Lý Bảo Thần. Vương Vũ Tuấn cũng được phong chức Tiên phong binh mã sử.
Năm 773, tiết độ sứ Ngụy Bác Điền Thừa Tự tự ý chiếm lấy đất Tương, Vệ thuộc trấn Chiêu Nghĩa. Năm 775, triều đình hạ chiếu cho Lý Bảo Thần cùng Lý Chánh Kỉ ở Tri Thanh và Chu Thao ở Lư Long, Điền Thần Ngọc ở Biện Tống, Lý Miễn ở Hoạt Bạc... cùng đánh Ngụy. Chư quân giao chiến với tướng Ngụy Bác Lư Tử Kì ở Thanh Thủy và phá được, riêng Lý Bảo Thần còn bắt được Tử Kì. Vua Đại Tông sai Trung quý nhân Mã Thừa Sai đến khuyến khích, úy lạo. Tuy nhiên thái độ của sứ giả khiến Lý Bảo Thần không hài lòng. Ông ta đem việc đó bàn với chư tướng, chư tướng cho rằng nên lui quân về trấn, không tiếp tục thảo phạt Ngụy Bác nữa. Riêng Vương Vũ Tuấn lại mang đao đến trướng của Bảo Thần. Bảo Thần cho triệu vào, hỏi ý kiến của ông. Ông nói
Mặc dù các hạ có công lớn, nhưng khi giặc bình xong, thiên tử lấy cớ đó triệu vào triều rồi an trí luôn, như vậy chẳng lẽ lại phải chịu suốt đời làm kẻ thất phu sao?
Bảo Thần hỏi nên làm sao, Vũ Tuấn khuyên là nên quay sang hiệp tác với Điền Thừa Tự. Bảo Thần nói mình và Thừa Tự có thâm thù. Vũ Tuấn nói khi có hoạn nạn thì thâm thù cũng có thể trở thành thủ túc, rồi hiến kế
Chu Thao hiện nay đóng binh ở Thương châu, có thể bắt lấy rồi nộp Thừa Tự để lấy lòng tin.
Bảo Thần liền cho tuyển lập tuyển 2.000 binh sĩ bí mật tấn công vào trại Chu Thao, đánh bại quân Chu Thao một trận lớn, nhưng Thao mau chóng trốn thoát. Đường thư nhận định rằng việc ba trấn (Ngụy, Triệu, Tề) liên kết với nhau là mưu của Vương Vũ Tuấn.
Vương Vũ Tuấn kết thông gia với Lý Bảo Thần, cưới con gái Bảo Thần cho con trai trưởng của mình là Vương Sĩ Chân. Khi về già, Lý Bảo Thần có ý nhường quyền cho Lý Duy Nhạc. Thấy Duy Nhạc tuổi trẻ yếu đuối, lo sợ con sẽ không thể khống chế được quân lính cấp dưới nên Lý Bảo Thần cho giết các tướng dưới quyền là Tân Trung Nghĩa, Lư Thực, Định châu thứ sử Trương Nam Dung, Triệu châu thứ sử Trương Bành Lão... tổng cộng hơn 20 người để trừ họa về sau. Chỉ có Vương Vũ Tuấn là thông gia với Bảo Thần cùng thứ sử Dịch châu Trương Hiếu Trung thoát chết khi từ chối sự triệu tập của Bảo Thần.
Mùa xuân năm 781, Lý Bảo Thần trúng độc qua đời. Con là Lý Duy Nhạc dù không được sự đồng ý của triều đình nhà Đường vẫn tự lập làm Tiết độ sứ mới ở Thành Đức. Triều đình quyết định đem quân thảo phạt. Lý Duy Nhạc liên kết với Điền Duyệt (cháu Điền Thừa Tự), Lý Nạp (con Lý Chánh Kỉ) và Lương Sùng Nghĩa ở Sơn Nam Đông Đạo cùng kháng cự triều mệnh. Nhưng quân bốn trấn khởi đầu bất lợi, Lương Sùng Nghĩa bị Tiết độ sứ Hoài Tây Lý Hi Liệt đánh bại và giết chết, ba trấn còn lại cũng ở trong tình thế nguy ngập, thiệt hại nặng nề. Chu Thao đem quân từ Lư Long hưởng ứng triều đình tiêu diệt các trấn nổi loạn, thuyết phục được các tướng Trương Hiếu Trung và Khang Nhật Tri đầu hàng triều đình. Đầu năm 782, Chu Thao hội quân với Trương Hiếu Thành hạ được Thúc Lộc (thuộc Thạch Gia Trang)rồi đánh sang Thâm châu. Duy Nhạc gửi 10.000 quân cùng tướng Ngụy Bác là Mạnh Hựu tấn công định lấy lại Thúc Lộc. Vương Vũ Tuấn nắm quyền chỉ huy quân Thành Đức, do lo sợ rằng nếu mình thắng trận thì khi trở về sẽ bị Lý Duy Nhạc hại chết, nên cố ý đánh thua. Kết quả Lý Duy Nhạc thảm bại và bỏ chạy về Hằng châu.

## Phản chủ, cầu vinh
Sau trận thua ở Thúc Lộc, Lý Duy Nhạc rất nghi ngờ Vương Vũ Tuấn, nhất là khi bộ tướng Khang Nhật Tri đem Thiệu châu đầu hàng triều đình. Bộ hạ dưới trướng cố sức khuyên can. Duy Nhạc bèn sai Vệ Thường Ninh giúp Vương Vũ Tuấn tấn công nhằm chiếm lại Triệu châu, còn cho con Vũ Tuấn là Vương Sĩ Chân lĩnh binh bảo vệ phủ của mình. Khi ông rời khỏi Hằng châu đã bàn với Thường Ninh về hàng Trương Hiếu Trung. Thường Ninh khuyên Vũ Tuấn giết Lý Duy Nhạc mà đầu hàng triều đình, vì vua Đức Tông đã có chiếu thưởng hậu cho người nào giết được Lý Duy Nhạc. Khi đó Khang Nhật Tri cũng gửi thư đề nghị Vũ Tuấn đầu hàng, ông nghe theo. Lúc Lý Duy Nhạc sai sứ Tạ Tung đến Triệu châu, Vũ Tuấn nhờ Tung báo việc với Vương Sĩ Chân; sau đó Vũ Tuấn đưa quân trở lại Hằng châu. Tạ Tung và Vương Sĩ Chân giả lệnh Duy Nhạc, mở cửa thành cho Vũ Tuấn tiến vào. Vũ Tuấn dẫn theo 100 quân kị tiến vào phủ môn, Sĩ Chân làm nội ứng bên trong, giết hơn 10 người và tóm được Lý Duy Nhạc cùng các tướng Trịnh Sân, Tất Hoa, Vương Tha Nô, Trịnh Hoa (cha vợ Duy Nhạc). Vũ Tuấn giết bọn tướng đó đi, muốn giải Lý Duy Nhạc về Trường An nộp cho triều đình. Vệ Thường Ninh cho rằng nếu để Duy Nhạc về triều thì Duy Nhạc sẽ đổ tội cho Vũ Tuấn. Vì vậy Vũ Tuấn cho siết cổ giết chết Duy Nhạc và nộp đầu về kinh sư.

## Bất mãn nổi dậy
Sau khi Lý Duy Nhạc bị tiêu diệt, vua Đức Tông hạ chiếu chia nhỏ trấn Thành Đức làm ba phần: trong đó Trương Hiếu Trung nhận chức Tiết độ sứ Dịch Định Thương, cai quản ba châu này (về sau đổi tên là trấn Nghĩa Vũ); Khang Nhật Tri làm Thâm Triệu đoàn luyện sứ. Bản thân Vương Vũ Tuấn được gia phong Kiểm giáo bí thư thiếu giám, Kiêm Ngự sử Đại phu, Hằng châu thứ sử, Hằng Ký đô đoàn luyện quan sát sứ, thực phong 500 hộ, đất quản lý chỉ gồm hai châu Hằng, Ký, mà chức vị lại không phải là Tiết độ sứ, do đó ông sinh ra bất mãn với triều Đường, cho rằng triều đình không giữ lời hứa trước kia khi mình lập công giết Lý Duy Nhạc. Sau đó ông càng trở nên lo sợ khi nhận được lệnh phải cung cấp lương thực cho quân đội Mã Toại đang tấn công Điền Duyệt, cho rằng triều đình lợi dụng việc này để hạn chế sức mạnh của ông và sẽ quay lại tấn công Thành Đức ngay sau khi diệt được Ngụy Bá. Riêng Chu Thao ở Lư Long yêu cầu triều đình cho phép mình quản lý vùng Thâm châu. Đức Tông không theo và buộc Thao về trấn. Thao oán giận và vẫn đóng quân ở Thâm châu.
Điền Duyệt đang bị nguy khốn ở Ngụy châu, được tin Triệu, Yên hai trấn oán hận triều đình, tìm cách lôi kéo họ về phe mình. Duyệt sai sứ đến U châu xin kết minh với Chu Thao, hứa nhường Bối châu. Chu Thao chấp thuận, sai sứ đến thuyết phục Vương Vũ Tuấn giúp quân, đem Thâm châu hứa với ông. Vũ Tuấn hỉ, liền nhận lời và liên minh với các trấn. Chu Thao còn muốn lôi kéo cả Trương Hiếu Thành nhưng ông này từ chối. Khi Đức Tông sai sứ giả đến điều động quân Lư Long, Địch Dịch và Hằng Ký cùng tấn công Điền Duyệt, Vương Vũ Tuấn không phụng chiếu, sai mang sứ giả đến chỗ Chu Thao, chính thức ra mặt chống đối triều đình trung ương. Sau sự kiện này, Chu Thao theo lời ước từ trước, cắt đất Thâm châu cho Vương Vũ Tuấn, đồng thời gửi quân đến giúp ông tấn công Khang Nhật Tri tại Triệu châu.
Điền Duyệt lúc đó đang bị các tướng Lý Bão Chân và Mã Toại bao vây, ở trong tình thế túng quẫn và sắp bị diệt. Vương Vũ Tuấn và Chu Thao cho quân đến cứu Ngụy. Nghe tin đó, Điền Duyệt đem quân xuất chiến ở phía bắc sông Hoàng Hà, nhưng bị Mã Toại đánh bại phải lui về. Tháng 4 năm đó, viện quân từ Triệu, Yên bắt đầu tập hợp huyện Ninh Trấn, tổng cộng 40.000 bộ kị. Ngày 14 tháng 5 ÂL, khởi quân nam hạ. Ngày 28 tháng 6 ÂL, quân cứu viện đến Ngụy châu. Triều đình biết chuyện bèn cử thêm Tiết độ sứ Sóc Phương là Lý Hoài Quang đem quân tấn công nhằm hạ thành Ngụy châu. Khi Lý Hoài Quang đem quân tới, Mã Toại đề nghị ông ta nên dưỡng quân một thời gian rồi hãy tấn công, nhưng Hoài Quang không nghe, quyết định xuất quân ngay lập tức. Quân các trấn tới Ngụy châu, Điền Duyệt đem trâu, ngựa ra nghênh đón. Thao đóng quân ở Khiếp Sơn, cùng hôm đó quân triều đình do Lý Hoài Quang và Mã Toại chỉ huy cũng đến. Hoài Quang đem quân tập kích Chu Thao ở phía tây Khiếp Sơn. Sĩ tốt tranh nhau xông vào doanh của Thao, nhưng Vương Vũ Tuấn đã đem 2000 quân kị tới cứu. Thao dẫn quân theo sau cùng đánh trả, quan quân đại bại. Chu Thao lại đem quân đánh Mã Toại. Toại sợ hãi, khiển sứ đến từ tạ, hứa sẽ tâu với thiên tử cho Chu Thao thống lĩnh toàn bộ Hà Bắc. Vương Vũ Tuấn cực lực khuyên can là không nên, nhưng Chu Thao do việc này mà tỏ ra lơ là, thiếu cảnh giác. Tháng 7 ÂL năm 782, Mã Toại nhân Chu Thao mất cảnh giác, cùng chư quân lui về Ngụy huyện, tiếp tục kháng cự Thao. Chu Thao bèn tạ lỗi với Vương Vũ Tuấn. Vương Vũ Tuấn tuy ngoài miệng bằng lòng nhưng vẫn mang lòng oán hận Thao.

## Xưng hiệu Triệu vương
Điền Duyệt muốn tôn Chu Thao làm minh chủ nhưng Thao không theo, cho rằng Vương Vũ Tuấn xứng đáng hơn mình. U châu phán quân Lý Tử Thiên, Hằng Ký quán quan Trịnh Nhu đều đề nghị Chu Thao, Điền Duyệt, Vương Vũ Tuấn và Lý Nạp, bốn trấn cùng xưng vương hiệu, chưa cải niên hiệu, tôn Chu Thao làm minh chủ. Thao chấp nhận. Ngày 9 tháng 12 năm 782, Thao xưng là Kì vương, Điền Duyệt là Ngụy vương, Vương Vũ Tuấn là Triệu vương, Lý Nạp xưng Tề vương. Chu Thao là minh chủ, xưng cô, ba người kia xưng là quả nhân. Nơi ở xưng là điện, mệnh lệnh gọi là lệnh, quần thần dâng thư gọi là tiên, vợ phong làm vương phi, con trai trưởng là thế tử. Các châu đặt trị sở gọi là phủ, bố trí lưu thủ kiêm nguyên soái, giao quyền quân chính, còn bố trí Đông, Tây tào, giống như Môn Hạ, Trung thư tỉnh tại triều đình...
Sang năm 783, quân các trấn xưng hiệu vẫn nắm ưu thế tại Hà Bắc, nhưng ngân khố đã cạn kiệt. Thấy Lý Hi Liệt ở Hoài Tây binh lương nhiều, nên bàn tính lôi kéo Lý Hi Liệt về phía mình, thỉnh Hi Liệt xưng đế hiệu. Hi Liệt chưa bằng lòng hắn, chỉ xưng Thiên hạ đô nguyên soái, Thái úy, Kiến Hưng vương. Năm sau, bốn trấn sai sứ đến chỗ Lý Hi Liệt, thượng biểu xưng thần, khuyến tiến. Sang mùa xuân năm 784, Lý Hi Liệt xưng là hoàng đế, quốc hiệu Đại Sở.
Đại tướng nhà Đường là Lý Thịnh tìm cách cắt đường vận chuyển lương thực từ Lư Long đến Ngụy Bác, bằng việc đánh chiếm các châu Trác, Mạc, lại cùng con trai Trương Hiếu Trung là Trương Thăng Vận bao vây Dịch châu thứ sử Trịnh Cảnh Tế ở Thanh Uyển, nhưng mấy tháng chưa hạ được. Chu Thao cử Mã Thực đem quân cứu Thanh Uyển, Lý Thịnh bại trận phải lui về Dịch châu. Về sau Lý Thịnh bệnh thậm, bèn lui quân về Định châu. Vương Vũ Tuấn lúc này sai Cấp sự trung Tống Đoan đến giục Chu Thao về Ngụy. Đoan gặp Chu Thao, nói lời không cung kính. Chu Thao tức giận, gửi thư trách móc Vũ Tuấn, Vũ Tuấn sợ phải sai sứ đến tạ lỗi, nhưng bên trong thì càng oán Thao hơn. Tháng 6 năm 783, nhân Lý Bão Chân sai Giả Lâm đến dụ hàng Thành Đức, Vũ Tuấn bí mật kết ước với Lý Bão Chân cùng chống Chu Thao.
Mùa thu năm 783, Vua Đức Tông triệu tiết độ sứ Kinh Nguyên Diêu Lệnh Ngôn đến cứu Tương Thành bị vây. Ngày 2 tháng 11 năm 783, Diêu Lệnh Ngôn dẫn 5000 quân Kinh Nguyên đến Trường An, nhưng do bị tiếp đãi sơ sài, tướng sĩ Kinh Nguyên đều tức giận, cùng cùng nhau tấn công vào cung. Vua hoảng sợ, phải bỏ Trường An, chạy về Phụng Thiên. Quân Kinh Nguyên cướp phá hoàng cung, đón anh Chu Thao là Chu Thử vào cung tôn làm chủ. Chu Thử tự xưng là hoàng đế nước Đại Tần, cải nguyên Ứng Thiên, chính thức ra mặt phản lại nhà Đường. Do Đức Tông bị nghịch tặc vây hãm ở Phụng Thiên nên Lý Hoài Quang và Lý Thịnh phải đem quân về cứu. Lý Bão Chân cũng lui về Lộ Trạch, Điền Duyệt thuyết phục Vương Vũ Tuấn đem quân tập kích. Giả Lâm thuyết phục rằng bảy châu Thành Đức nay ông đã có bốn châu rồi, ba châu còn lại không lâu nữa sẽ thu về được, không nên tiếp tục phản triều đình nữa. Nên ông vẫn giữ quân phòng thủ trong trấn, không tiến thêm. Lúc này Chu Thao nhận được thư của Chu Thử yêu cầu khống chế Hà Bắc rồi hội quân ở Lạc Dương. Do đó Thao sai sứ đến Hồi Hột xin giúp đỡ về binh lính. Hồi Hột cử 3000 quân giúp Thao. Giả Lâm lại thuyết phục được Vương Vũ Tuấn quay lại tấn công Chu Thao, cho rằng nếu Chu Thử diệt được nhà Đường thì ông sẽ phải đứng dưới anh em họ Chu; cộng thêm việc Chu Thao xưng hiệu Kỳ vương là có ý muốn chiếm đất Kỳ châu thuộc Triệu. Vũ Tuấn chấp nhận, kết ước với Lý Bão Chân và Mã Toại, sau đó Vũ Tuấn đưa quân về Hằng châu, Điền Duyệt làm tiệc đưa tiễn. Đức Tông sau đó cũng cử sứ đến chỗ Điền Duyệt và Lý Nạp, thuyết phục họ đầu hàng sẽ vẫn cho giữ chức cũ. Cả ba bí mật chuẩn bị về hàng. Trong khi đó Chu Thao đòi Điền Duyệt giúp mình tiến quân về phía nam hội quân với Chu Thử. Điền Duyệt do còn mang ơn Chu Thao nên chấp thuận, tuy nhiên cuối cùng Vương Vũ Tuấn thuyết phục nên thôi.
Ngày 27 tháng 1 năm 784, Hoàng thượng theo đề xuất của Lục Chí, ban chiếu thư tự trách mình không biết nghe lời can gián, để cho gian nhân thao túng mà nghi ngờ tướng lĩnh khiến họ nổi loạn, sau đó hạ lệnh xá tội cho tất cả những người đã tạo phản trước kia, trừ Chu Thử. Triều đình đề nghị các trấn quy thuận, hứa sẽ không can thiệp vào công việc nội bộ của họ nữa. Vương Vũ Tuấn cùng Điền Duyệt và Lý Nạp đều đồng ý từ bỏ vương hiệu, sai sứ dâng biểu tạ lỗi với triều đình. Tháng 2 ÂL, ông tập hợp 3 quân tuyên bố bỏ vương hiệu. Triều đình có chỉ phong Vũ Tuấn làm Quốc Tử tế tửu kiêm Ngự sử đại phu, Kiểm giáo Binh bộ thượng thư, Thành Đức quân tiết độ sứ. Tháng sau, gia Tư không, Đồng trung thư môn hạ bình chương sự, Thành Đức Lư Long lưỡng đạo tiết độ sứ (Lư Long hiện do Chu Thao cai quản), tước vị Lang Nha quận vương. Đức Tông đồng ý công nhận quyền quản lý của ông tại hai châu Thâm, Triệu (vốn do Khang Nhật Tri cai quản.

## Theo về triều đình
Trong khi đó Chu Thao vẫn chưa biết tin đại xá từ triều đình và vẫn tiếp tục kế hoạch hội quân với Chu Thử tại Lạc Dương. Đầu năm 784, Thao đem quân qua đất Triệu, Ngụy, Vương Vũ Tuấn cùng Điền Duyệt đều tiếp đón nồng hậu. Nhưng khi quân của Thao đến Vĩnh Tế, sai sứ đến chỗ Điền Duyệt đề nghị hội quân, Duyệt từ chối. Thao tức giận, thúc quân tấn công họ Điền. Giữa lúc đó Ngụy châu có biến động, Điền Duyệt bị em họ là Binh mã sử Điền Tự (con của Điền Thừa Tự) sát để đoạt ngôi. Chu Thao được tin, liền sai người thuyết phục Điền Tự liên minh với mình. Nhưng Vương Vũ Tuấn và Lý Bão Chân cũng cố gắng thuyết phục Điền Tự tiếp tục cố thủ, hứa đem quân cứu việc, các trấn duy trì minh ước như khi Điền Duyệt còn sống. Tự chấp thuận. Khi đó quân Lư Long tấn công hai châu Ngụy, Bối của họ Điền đã rất lâu mà chưa hạ được. Lý Bão Chân thuyết phục Vương Vũ Tuấn dẫn binh cứu Ngụy, và ông bằng lòng. Mã Thực nghe tin, liền giải vây Ngụy châu, hợp quân với Chu Thao ở Bối châu, Thao không nghe theo lời khuyên của Mã Thực mà vẫn quyết định giao chiến ngay. Ngày 29 tháng 5 năm 784, Vương Vũ Tuấn sai Binh mã sử Triệu Lâm dẫn 500 quân phục ở Tang Lâm, bản thân mình dẫn theo kị binh đích thân giao chiến với Hồi Hột viện trợ cho Chu Thao, quân Hồi Hột thua chạy. Vũ Tuấn đem quân đuổi tiếp, Chu Thao cũng bỏ chạy, quân Lư Long thiệt hại nặng nề, chỉ còn mấy nghìn người. Thao cho đốt doanh trại, dẫn binh chạy về Đức châu, sau lại chạy về U châu rồi dâng biểu xin tội, đầu hàng triều đình.
Vương Vũ Tuấn đưa quân về trấn, dâng biểu nhượng lại chức Tiết độ sứ Lư Long cho Chu Thao. Triều đình chấp thuận, lại thăng Hằng châu vi làm Đại đô đốc phủ, lấy Vũ Tuấn làm trưởng sử, gia Kiểm giáo Tư đồ, thực phong 700 hộ. Hai châu Đức, Lệ mà Chu Thao lấy được từ trấn Tri Thanh cũng được sáp nhập vào lãnh địa của Vương Vũ Tuấn. Ông giao việc cai quản hai châu này cho Vương Sĩ Chân.
Năm 790, xảy ra sự việc thứ sử Lệ châu Triệu Hạo có thái độ vô lễ với Vương Vũ Tuấn. Vũ Tuấn sai sứ triệu ông này đến Hằng châu, Hạo không nghe và có ý li khai khỏi Thành Đức. Lại thêm có tin đồn rằng Lý Nạp ở Tri Thanh có ý định đưa Điền Triều (con trai nhỏ của Điền Thừa Tự) trở về Ngụy Bác để tranh quyền với Điền Tự. Điền Tự hay tin rất lo sợ. Ông nghe theo lời của gia thần Trương Quang Tá, dùng lễ vật hậu hĩnh lấy lòng Lý Nạp và khuyên ông đưa Điền Triều về Trường An, đồng thời nhận hàng Triệu Hạo. Lý Nạp nghe theo, cử quân tiếp quản Lệ châu. Điền Tự còn giả chiếu chỉ của vua Đức Tông, trong chiếu công nhận Lệ châu thuộc Bình Lư, sai mang chiếu đến Vận châu cho Lý Nạp. Vương Vũ Tuấn nộ thậm, sai con là Vương Sĩ Thanh dẫn quân tấn công Bối châu của Ngụy Bác, chiếm được bốn quận của châu này. Mùa đông năm đó, triều đình ra mặt hòa giải, ra lệnh cho Lý Nạp trả lại Lệ châu cho Vương Vũ Tuấn. Lý Nạp cũng yêu cầu Vũ Tuấn trả lại bốn quận đã chiếm cho Ngụy Bác, Vũ Tuấn chấp thuận. Sau đó các trấn bãi binh.
Năm 792, Lý Nạp qua đời, người kế nhiệm là Lý Sư Cổ còn nhỏ tuổi. Vương Vũ Tuấn dự định kế hoạch chiếm đất của Bình Lư, sai đóng quân ở hai châu Đức, Lệ làm thế ỷ giốc. Lý Sư Cổ sai Triệu Hạo đem quân chống cự. Vũ Tuấn sai Vương Sĩ Thanh dẫn binh tới Tích Hà, nhưng bỗng nhiên doanh trại của Sĩ Thanh bị hỏa hoạn nên quân lính không dám tiến lên nữa. Vua Đức Tông được tin, sai hoạn quan đến hòa giải, Vương Vũ Tuấn đồng ý bãi binh.
Năm 793, em trai Tiết độ sứ Nghĩa Vũ là Trương Thăng Vân (con của Trương Hiếu Trung) đang giữ chức thứ sử Hải châu có bất mãn và buông lời nguyền rủa Vương Vũ Tuấn. Vũ Tuấn sai sứ đến triều đình buộc tội họ Trương. Đức Tông viết thư trả lời, hứa sẽ bắt giam người này. Tuy nhiên Vương Vũ Tuấn vẫn lấy cớ đó đem quân tấn công Nghĩa Vũ, chiếm được đất Nghĩa Phong và bắt 10.000 quân Nghĩa Vũ. Trương Thăng Vân hoảng sợ phải ra mặt xin lỗi Vương Vũ Tuấn nhiều lần thì ông mới rút quân.
Năm 794, Lý Bão Chân ở Chiêu Nghĩa qua đời. Con trai ông ta là Lý Giam tìm cách nắm quyền kiểm soát trấn này và cầu sự viện trợ từ Vương Vũ Tuấn. Ông không nghe và lên tiếng mắng nhiếc Lý Giam, cuối cùng khiến ông ta phải từ bỏ ý định của mình. Trấn Chiêu Nghĩa về sau nằm dưới sự kiểm soát của Vương Kiền Hưu.
Năm 796, Đức Tông hạ chiếu phong cho Vương Vũ Tuấn làm Trung thư lệnh, một chức vị hết sức vinh dự, ngang hàng với tể tướng (trên danh nghĩa). Năm 801, Vương Vũ Tuấn qua đời tại trấn, hưởng thọ 67 tuổi. Đức Tông nghỉ triều năm ngày, truy tặng là thái sư, quần thần lên Anh Môn điện phụng úy, cho an táng ông với nghi lễ tương đương với đại tướng Hồn Giam, quần thần đề nghị tên thụy là Uy Liệt, Đức Tông nói: Vũ Tuấn kiệt trung phụng quốc, nên ban thụy là Trung Liệt. Có bốn người con Sĩ Chân, Sĩ Thanh, Sĩ Bình, Sĩ Tắc. Con trai trưởng của ông là Vương Sĩ Chân lên kế tục, triều đình nhà Đường công nhận Vương Sĩ Chân là Tiết độ sứ mới ở Thành Đức.